# Barra dos Coqueiros
Barra dos Coqueiros es un municipio brasileño situado en el estado de Sergipe, Brasil. Según el censo de 2022, tiene una población de 41 511 habitantes.
Forma parte de la Región Metropolitana de Aracaju.
La localidad fue fundada el 25 de noviembre de 1956. Está ubicada en la margen izquierda del río Sergipe, justo enfrente de la ciudad de Aracaju. Su altitud es de 5 metros sobre el nivel del mar.
El clima es húmedo y caluroso. La temperatura promedio oscila entre 30 y 20 °C. La temporada de lluvias dura de abril a junio.
El municipio se extiende en dirección sureste-noreste a lo largo de la costa atlántica.

## Economía
La economía de la localidad está fuertemente vinculada a las actividades económicas de Aracaju. Existe una fuerte relación de dependencia y gran parte de su población trabaja en dicha ciudad.
En el sector transporte se destaca la Terminal Marítima Inácio Barbosa, localizada en la zona rural del municipio. De allí salen todos los productos del estado comercializados por vía marítima para el resto del país y para el exterior. Otra actividad que desarrolla la terminal es el apoyo a las actividades de exploración de petróleo y gas de PETROBRAS. La terminal maneja graneles sólidos, graneles líquidos y granos. Además opera en alta mar, brindando apoyo a los buques que soportan plataformas petroleras cercanas a la costa.